# Cal Tàrrega
Cal Tàrrega és una casa de Guissona (Segarra) inclosa a l'Inventari del Patrimoni Arquitectònic de Catalunya.

## Descripció
Es tracta d'una construcció modernista feta amb pedra, arrebossat i maons. A la planta baixa observem una gran porta rectangular amb dues finestres rectangulars tapiades a banda i banda. Damunt d'aquestes finestres apareixen unes arcades amb maons que tenen una funció purament decorativa.
Al primer pis hi ha una balconada sense baranes amb tres obertures rectangulars, que també es troben tapiades amb maó.
Una línia d'imposta dona pas a un frontó, que és la part més interessant de la façana de l'edifici. Aquest frontó és triangular amb els angles trencats, i al centre d'aquest trobem una obertura semicircular amb tres pilastres de maons, que divideix la finestra amb quatre cossos.